# Tendencia (análisis técnico)
Una tendencia, desde el punto de vista del análisis técnico en el mercado bursátil, es una fase alcista o bajista en la cotización de un activo financiero, típicamente una acción. La tendencia está referenciada a un periodo temporal de observación y a un periodo de las líneas candlestick o de las barras del gráfico, por ejemplo diario, semanal, mensual o intradiario.
Dow identificaba las tendencias mediante mínimos crecientes en el caso de una tendencia alcista y máximos decrecientes en el caso de una tendencia bajista. Dichos mínimos y máximos pueden unirse mediante una línea de tendencia, una recta cuya perforación ayuda a identificar el final de la tendencia.